# Opper-Hessen (Groothertogdom Hessen)

Hessen in 1900. Opper-Hessen ligt in het midden

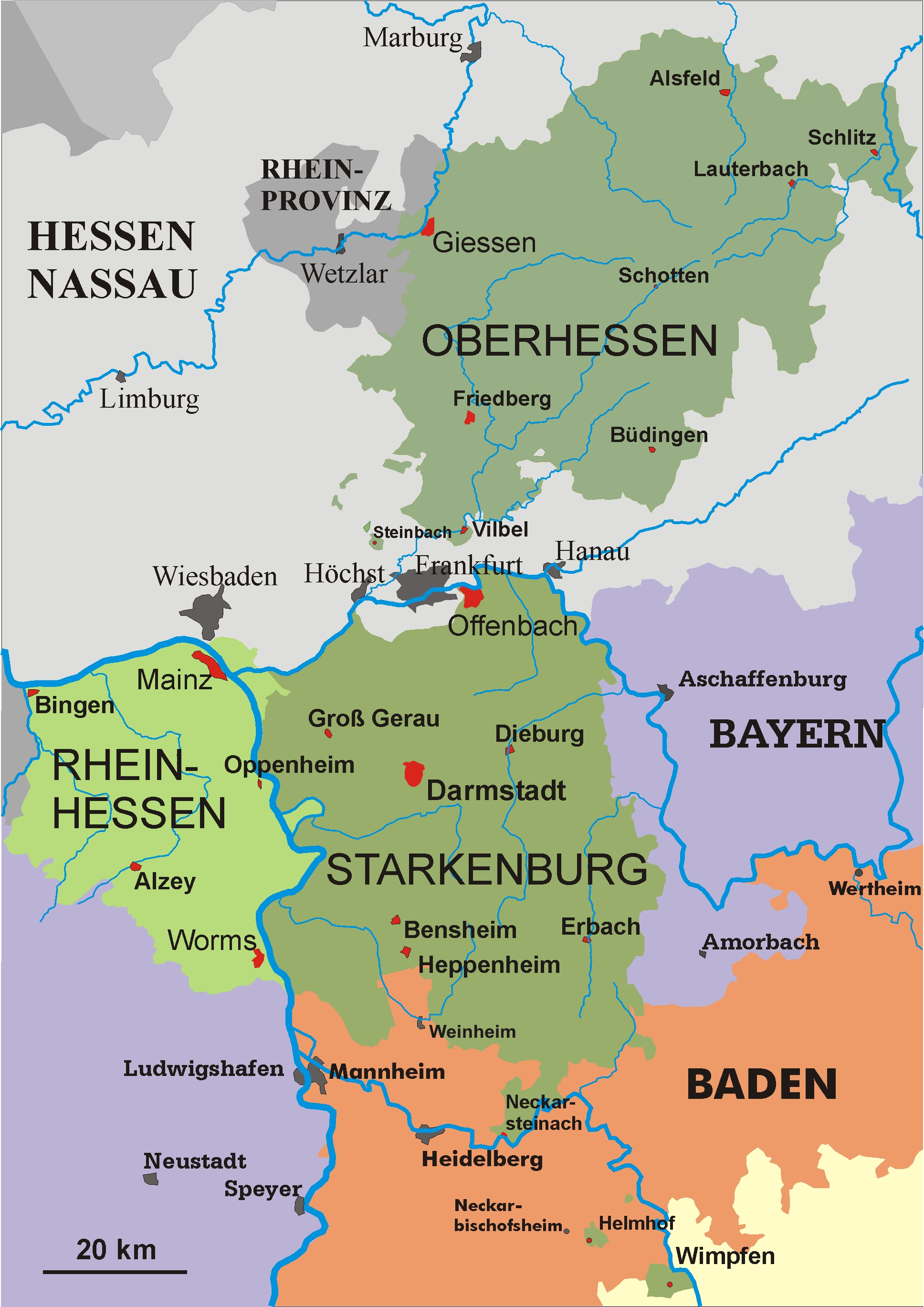
De drie provincies van de Volksstaat Hessen in 1930

De provincie Opper-Hessen (Duits: provinz Oberhessen) was een provincie van het Groothertogdom Hessen en de latere Volksstaat Hessen. De provincie bestond van 1816 tot 1937. De hoofdstad was Gießen.
Het groothertogdom was in twee delen verdeeld. Opper-Hessen vormde samen met enkele kleine exclaves het noordelijke gedeelte van het land. Het zuidelijke gedeelte was opgedeeld in de provincies Rijn-Hessen en Starkenburg. De provincie omvatte het gebied rond de steden Alsfeld, Büdingen, Friedberg, Gießen, Grünberg, Herbstein, Lauterbach, Nidda, Ulrichstein en Schotten. Tot 1866 behoorden ook het Hessische Hinterland en de exclave Vöhl tot Opper-Hessen, hierna werden zij geannexeerd door Pruisen.
In de Duitse Oorlog van 1866 stond het groothertogdom zoals de buren Nassau, Keur-Hessen en Frankfurt aan de zijde van Oostenrijk tegen Pruisen. In tegenstelling tot deze buren, die volledig geannexeerd werden door Pruisen mocht het groothertogdom onafhankelijk blijven en moest enkel het Hessische Hinterland, Biedenkopf en het kort daarvoor geërfde landgraafschap Hessen-Homburg aan Pruisen afstaan.
In 1871 werd het groothertogdom een deel van het nieuwe Duitse keizerrijk en bleef als provincie bestaan. Na de afschaffing van de monarchie ontstond de Volksstaat Hessen. In 1937 werden de provincies uiteindelijk afgeschaft. In 1945 ging het voormalige Opper-Hessen op in de nieuwe staat Groot-Hessen en vormde samen met de andere voormalige provincie Starkenburg het Regierungsbezirk Darmstadt.
Opper-Hessen · 
Rijn-Hessen ·
Starkenburg